# Нижегородский низконапорный гидроузел
Нижегоро́дский низконапо́рный гидроу́зел — проект строительства на Волге для ликвидации проблемы Городецкого гидроузла путём строительства ниже по течению ещё одной ступени шлюзовых камер с более низким порогом. Высокий уровень короля шлюзов № 15 и 16 Городецкого гидроузла препятствует решению проблемы судоходства путём проведения дноуглубительных работ.
Полностью проблему судоходства в Единой глубоководной системе гидроузел решить не сможет: так, например, в маловодном 2014 году уже в мае были установлены и действовали до окончания навигации ограничения по осадке судов на участке от Хопылёво до Городецких шлюзов № 13 — 14 протяжённостью 360 км. Также происходит сокращение грузовой базы: снижается потребность в строительных грузах, составляющих 75 % речных перевозок, а в перевозках нефтепродуктов речной транспорт проигрывает конкуренцию из-за летнего снижения тарифов железнодорожными перевозчиками.
Исследование, проведенное ведущими профильными институтами Российской академии наук, показало, что более предпочтительным вариантом улучшения условий судоходства на участке реки Волги от Городецкого гидроузла до Нижнего Новгорода являются строительство в районе Городецких шлюзов № 15—16 третьего параллельного шлюза и создание судоходной прорези с гарантированной глубиной фарватера 4 м.

## История
На протяжении 50 лет на участке реки Волга между Нижним Новгородом и Городцом снижаются глубины судового хода. Проводимые ранее дноуглубительные и выправительные работы, а также повышенное использование водных ресурсов Рыбинского и Горьковского водохранилищ эффективных результатов не дали из-за просадки русла, вызванной сбросом осветлённых вод в нижний бьеф Горьковской ГЭС[прояснить]. Городецкий участок стал основным проблемным местом средней Волги.
В 2017 году был заключён государственный контракт на разработку проектной документации на строительство Нижегородского низконапорного гидроузла в два этапа:
- на первом этапе разработана документация на строительство объектов подготовительного периода и реализацию мероприятий по инвентаризации земельных участков и в январе 2018 года направлена в Главгосэкспертизу России.
- на втором этапе разработана документация на строительство основных объектов и инженерной защиты территорий[5]. В июне 2018 года «Главгосэкспертиза России» выдало положительное заключение на основную часть проекта[6].

В июне 2018 года Нижегородский гидроузел включён в перечень крупных проектов с государственным участием.
В 2018 году проектировочные работы находились в завершающей стадии. Для учёта всех замечаний и внесения необходимых корректировок 16 и 17 октября  в Нижнем Новгороде прошли экспертные обсуждения с выездом на место будущего строительства.

### Экологические аспекты
В феврале 2019 года прошли общественные слушания, в ходе которых обсуждались последствия дополнительного подтопления на территориях, где уровни грунтовых вод оказывают влияние на хозяйственную деятельность. По мнению начальника территориального отдела Управления Роспотребнадзора, учитывая, что значительная часть территории района имеет низменное расположение и грунтовые воды стоят на отметке 1,5-2 метра, а в Балахнинском районе фактически отсутствует ливнёвка, могут быть подтоплены:
- 4 кладбища,
- 6 промышленных предприятий,
- коллекторы очистных сооружений и
- места складирования навоза и промотходов,
- законсервированная бывшая птицефабрика в посёлке Малое Козино, закрытая из-за вспышки туберкулёза;

а также, принимая во внимание неудовлетворительное санитарное состояние затопляемых территорий, плохое техническое состояние водопроводных и канализационных сетей, подверженных затоплению, создаётся реальная угроза здоровью населения, связанная с увеличением заболеваемостью очаговыми заболеваниями и острыми кишечными инфекциями, в том числе вирусным гепатитом A, туляремией, туберкулёзом, гельминтозом.
При стоимости проекта в 43,5 млрд руб., экологи оценивают возможный ущерб от строительства более чем в 330 млрд руб.
В свою очередь, Институт экологии волжского бассейна РАН дал оценку: гидроузел не противоречит существующим природным условиям. В подготовке оценки участвовали более десятка профильных специалистов, в том числе докторов наук.

## Описание
Строительство запланировано на территории Балахнинского муниципального района и Сормовского района Нижнего Новгорода. Подходы будут располагаться на территории городского округа Бор.
Сормовское водохранилище будет располагаться на территории Балахнинского и Городецкого района Нижегородской области, а также в незначительной степени затрагивать Сормовский район Нижнего Новгорода.
Расстояние от шлюзов № 15-16 Городецкого гидроузла до створа низконапорного по судовому ходу — 38 км, по руслу — 41 км. Отметка по Атласу ЕГС от 2014 года — 890,5 км.
Объём финансирования: 43 млрд рублей, окончание строительства запланировано на 2021 год, при сроке реализации проекта — 36 месяцев.
Низконапорный гидроузел будет обеспечивать сезонное регулирование с поддержанием проектного подпорного уровня 68,0 м в течение всей навигационной межени. При этом подпор у шлюзов № 15-16 Городецкого гидроузла составит 68,5 м. В период весеннего половодья и зимней межени существующий уровневый режим будет сохранён. Ежегодное наполнение водохранилища будет осуществляться на спаде весеннего половодья, сработка — после закрытия навигации.
Основные сооружения:
- грунтовая плотина длиной 680 м, шириной по гребню 12,0 м, максимальной шириной по основанию 275,0 м, максимальной высотой 24,7 м, с отметкой гребня 79,65 м, по которой намечена автодорога шириной 10 м с выходом на улицу Земледельческая;
- водосливная плотина;
- шлюз планируется двухниточным, размер камер 300×30 м, что соответствует размеру волжских шлюзов (290x30 м). Глубина на порогах — 5 м. Планируемая отметка дна в камере на уровне 58,5 метра (подошва — 54,3 м), верхней и нижней головы — соответственно 54,3 и 49,8 м.

Шлюзы и водосливная плотина будут построены на острове Ревякинский. Автоматический водосброс — на рукаве Никольский, грунтовая плотина — в основном русле.
Использование водных ресурсов для дополнительного водоснабжения потребителей или создания малой ГЭС не предусматривается.